# Port lotniczy Port Said
Port lotniczy Port Said – międzynarodowy port lotniczy w Port Said, w północno-zachodniej części miasta.